# Samsung Galaxy F62
Il Samsung Galaxy F62 (Galaxy M62) è uno smartphone dual SIM di fascia media prodotto da Samsung in India, facente parte della serie Samsung Galaxy F (M).

## Caratteristiche tecniche

### Hardware
Il Galaxy F62 è uno smartphone con form factor di tipo slate, le cui dimensioni sono di 163,9 × 76,3 × 9,5 millimetri e pesa 218 grammi. Il frame laterale ed il retro sono in plastica.
Il dispositivo è dotato di connettività GSM, HSPA, LTE, di Wi-Fi 802.11 a/b/g/n/ac con supporto a Wi-Fi Direct ed hotspot, NFC, di Bluetooth 5.0 con A2DP e LE, di GPS con A-GPS, GALILEO, GLONASS e BeiDou. Ha una porta di USB-C 2.0 ed un ingresso per jack audio da 3,5 mm.
È dotato di schermo touchscreen capacitivo da 6,7 pollici di diagonale, di tipo Super AMOLED Plus con aspect ratio 20:9, angoli arrotondati e risoluzione FHD+ 1080 × 2400 pixel (densità di 393 pixel per pollice).
La batteria ai polimeri di litio da 7000 mAh non è removibile dall'utente. Supporta la ricarica rapida a 25 W.
Il chipset è un Samsung Exynos 9825. La memoria interna di tipo UFS 2.1 è di 128 GB, mentre la RAM è di 6 o 8 GB.
La fotocamera posteriore ha quattro sensori, uno da 64 megapixel, uno ultra-grandangolare da 12 MP, uno di profondità e una macro da 5 MP, è dotata di autofocus, modalità HDR e flash LED, in grado di registrare al massimo video 4K a 30 fotogrammi al secondo, mentre la fotocamera anteriore (inserita in un foro centrale nello schermo) è da 32 MP con HDR e registrazione video 4K a 30 fps.
Il Galaxy M62 differisce dal Galaxy F62 solamente per il taglio di RAM, che è di solo 8 GB.

### Software
Il sistema operativo è Android 11. Ha l'interfaccia utente One UI 3.1.
Dalla fine di marzo 2022 comincia a ricevere Android 12 con One UI 4.1.

## Commercializzazione
Il dispositivo è stato presentato il 15 febbraio 2021. La vendita è iniziata il 22 febbraio seguente.